# Jachkiv
Jachkiv (en ukrainien : Жашків) ou Jachkov (en russe : Жашков) est une ville de l'oblast de Tcherkassy, dans le centre de l'Ukraine, et le centre administratif du raïon de Jachkiv. Sa population s'élevait à 14 146 habitants en 2014.

## Géographie
Jachkiv se trouve à 143 km à l'ouest de Tcherkassy et à 135 km au sud de Kiev.

## Histoire
La première mention de Jachkiv remonte à 1636. Pendant la Seconde Guerre mondiale, Jachkiv fut occupée par les troupes de l'l'Allemagne nazie le 19 juillet 1941. Elle fut libérée de l'occupation allemande le 6 janvier 1944 par le premier front ukrainien de l'Armée rouge. Elle a le statut de ville depuis 1956.

## Moyens de transport
Il y a une gare  Pivdenno-Zakhidna zaliznytsia.

## Population
Recensements (*) ou estimations de la population :
| 1939  | 1959*  | 1970*  | 1979*  | 1989*  | 2001*  |
| ----- | ------ | ------ | ------ | ------ | ------ |
| 6 000 | 11 274 | 13 710 | 15 151 | 16 484 | 15 853 |

| 2009   | 2010   | 2011   | 2012   | 2013   | 2014   |
| ------ | ------ | ------ | ------ | ------ | ------ |
| 14 563 | 14 465 | 14 363 | 14 281 | 14 234 | 14 146 |

## Personnalités
Devorah et Shmuel Dayan, parents de Moshe Dayan, étaient originaires de Jachkiv.